# Tom Gerber (Eishockeyspieler)
Tom Gerber (* 12. Mai 1993) ist ein Schweizer Eishockeyspieler, der seit Oktober 2016 beim SC Langenthal in der National League B spielt.

## Karriere
Gerber erlernte das Eishockeyspiel im Nachwuchs der SCL Tigers. Während seiner Juniorenzeit spielte er für verschiedene Nachwuchsauswahlen der Schweizer Eishockeynationalmannschaft. In der Saison 2012/13 gab Gerber sein Debüt in der NLA gab. In der Saison 2014/15 konnte Gerber mit seinem Team den Gewinn der B-Meisterschaft und den Aufstieg in die NLA feiern. Im Oktober 2016 wurde er für den Rest der Saison zum SC Langenthal ausgeliehen.

## Erfolge und Auszeichnungen
- 2015 Meister der NLB und Aufstieg in die NLA mit den SCL Tigers
- 2019 SL-Meister mit dem SC Langenthal